# فرديناند كوهن
فرديناند كوهن (بالألمانية: Ferdinand Julius Cohn)‏ (و. 1828 – 1898 م) هو أحيائي، وعالم نبات، وأستاذ جامعي من الاتحاد الألماني . ولد في فروتسواف.
وكان عضو في الجمعية الملكية، والأكاديمية الفرنسية للعلوم، والأكاديمية الألمانية للعلوم ليوبولدينا، والأكاديمية البروسية للعلوم .
توفي في فروتسواف ، عن عمر يناهز 70 عاماً.

## مناصب وهيئات
أدار جامعة فروتسواف.

## جوائز
حصل على جوائز منها:
- ميدالية ليفينهوك.

## روابط خارجية
- فرديناند كوهن على موقع الموسوعة البريطانية (الإنجليزية)